# Христо Попмихайлов
Христо Попмихайлов (на гръцки: Χρήστος Παπαμιχαήλ, Παπαδόπουλος) е гръцки духовник и революционер от Костурско, деец на Гръцката въоръжена пропаганда.

## Биография
Христо Попмихайлов е роден в 1857 година костурското село Олища, тогава в Османската империя, днес Мелисотопос, Гърция, в семейството на поп Михаил. От 1888 до 1898 година работи като гръцки учител в много български села в Костурско и се опитва да попречи на българското просветно дело. В 1898 година е ръкоположен за свещеник от митрополит Филарет Костурски и продължава да работи срещу Българската екзархия. В края на март 1901 година в селото е ръкоположен български екзархийски свещеник и екзархистите три пъти се опитват насилствено да овладеят трите църкви в селото – „Свети Спиридон“, „Свети Атанасий“ и гробищната „Свети Николай“. На 23 март 1903 година войводите на ВМОРО Васил Чекаларов и Иван Попов му заповядват да служи заедно с българския свещеник и да споменава името на българския екзарх Йосиф I Български или ще бъде убит. Поп Христо бяга със семейството си в Костур, където става помощник на митрополит Герман – основна движеща сила на гръцкото просветно и революционно дело в областта. Инцидентът е описан от Герман Костурски в две писма до патриарха от 11 май и 3 юни 1903 година.
От Костур поп Христо организира нападението на четата на капитан Григорис Фалиреас над екзархийските къщи в Олища на 22 – 23 септември 1906 година. В същата 1906 година с телеграма до Хюсеин Хилми паша успява да предотврати емиграцията в Америка на българския комита Стоян Скеклю и успява да организира убийството му на 28 юли 1908 година. В отговор българските комити конфискуват цялото му имущество в Олища.
- Герман Костурски и деца от костурския пансион. Най-отпред поп Христо Попмихайлов, 1906 г.
- Герман Костурски, протосингелът Платон Айвадзидис, поп Христо Попмихайлов (пръв прав от дясно наляво) и други свещеници на митрополията, 1906 г.

След Младотурската революция в 1908 година и установяването на конституционен ред в страната, поп Христо по нареждане на митрополията се връща в Олища, за да се опита да върне към гърцизма една от трите църкви в селото, което успява да направи в 1910 година. Заедно с това отваря и гръцко училище. Въпреки това до попадането на Олища в Гърция през Балканската война нито един жител на селото не се връща към гърцизма.
След смъртта на поп Христо, на 29 декември 1936 година е награден с медала на Македонската борба и е обявен за агент от ІІ ред.
Поп Христо и жена му Султана имат 5 деца – Тома (р. 1883), Пандели (р. 1887), Стефан (1898 – 1988), които по-късно работят като готвачи в Америка, Спиридон (р. 1887) и Теодота (р. 1892) и женена за Пандели Дафинка в Олища. Пандели в 1910 година напуска Костур, където се крие семейството на поп Тома, и заминава на работа при чичо си в Цариград. В 1905 година се скарва с него и заминава за Румъния. В България е арестуван и вкаран за пет месеца в затвора. Там се запознава с войводата на ВМОРО Кузо Попдинов и с неговата чета заминава за Македония. Когато четата пристига в Костурско, Пандели разбира, че Кузо иска да убие баща му и тайно се свързва с вуйчо си Киряк Гульо, който да предупреди баща му. Гульос предупреждава поп Христо в Маврово. Поп Христо и митрополит Герман Каравангелис се свързват с началника на гарнизона в Костур, известяват го за пристигането на българската чета и той веднага изпраща военна част в Олища. Четата заминава за Черешница, а Пандели симулира, че е болен и остава в Олища. Пристигналите в Олища турци го залавят и той издава на гавазина на митрополит Герман местоположението на Кузовата чета. Двама войници ескортират Пандели до Костур, а останалите заминават за Черешница обсаждат къщата, в която е отседнала Кузовата чета и я запалват, като войводата се самоубива. Пандели е задържан чети дни в Костур, след което с турски паспорт заминава за Америка. В Америка гръцката общност го обвинява, че е участвал в убийството на гъркоманите Козма Попов и Георги Киров в Олища на 8 февруари 1906 година от четата на Кузо Попдинов, като брат му Спиридон го защитава, че не е бил в Олища по време на двете убийства.